# Фицджеральд, Джеймс, 1-й граф Десмонд
Джеймс Фицджеральд (англ. James FitzGerald, 1st Earl of Desmond, ок. 1570 — ноябрь 1601) — ирландский дворянин, 1-й граф Десмонд (1600—1601). Большую часть своей жизни провел а Тауэре. В 1600—1601 годах с одобрения английских властей Джеймс Фицджеральд носил титул графа Десмонда, чтобы успокоить провинцию Манстер после Девятилетней войны.

## Ранняя жизнь
Джеймс Фицджеральд родился в 1570-х годах. Сын Джеральда Фицджеральда, 15-го графа Десмонда (ок. 1533—1583), и его второй жены Элеоноры Батлер. Его крестной матерью была королева Англии Елизавета Тюдор. Он жил в Ирландии в 1579 году, когда его отец присоединился ко Второму восстанию Десмонда против английской короны. Мать отправила Джеймса к сэру Уильяму Друри, лорду-депутату Ирландии, который заключил его под стражу в Дублинский замок. В августе 1582 года его мать жаловалась государственному секретарю, Уильяму Сесилу, лорду Берли, что образование её сына игнорируется и требовала лучшего ухода за ним. В 1583 году после гибели своего отца, Джеральда Фицджеральда, 15-го графа Десмонда, английское правительство получило петицию о переводе Джеймса Фицджеральда в Лондонский Тауэр. С 1584 по 1600 год Джеймс Фицджеральд провел в заключении в Лондонском Тауэре.

## Заключение
Джеймс Фицджеральд был наследником своего отца, 15-го графа Десмонда. В 1585 году все владения и имущество убитого Джеральда Фицджеральда, 15-го графа Десмонда, были конфискованы английской короной. Большинство наследственных земель графов Десмонд в провинции Манстер перешли к английским колонистам.
В лондонском заключении Джеймс Фицджеральд, по видимому, болел, о чем свидетельствуют счета, написанные между 1588 и 1598 годами, за лекарства, мази, таблетки и сиропы, им употребляемые. В 1593 году Джеймс Фицджеральд жаловался на жалкие условия содержания королевскому секретарю, сэру Роберту Сесилу.

## Ирландская кампания
В 1600 году после Девятилетней войны в Ирландии и нападений на провинцию Манстер Хью О’Нила, 3-го графа Тирона, сэр Джордж Кэрью, президент Манстера, предложил английскому правительству освободить из заключения Джеймса Фицджеральда и провозгласить его новым графом Десмондом. Этим английские власти стремились противостоять популярности другого претендента на графский титул, Джеймса ФицТомаса Фицджеральда. Английская королева Елизавета Тюдор вначале колебалась, но после убеждений со стороны Роберта Сесила согласилась освободить и возвратить в Ирландию Джеймса Фицджеральда.
Джеймс Фицджеральд получил королевский патент на титул графа Десмонда (вторая креация), но без восстановления конфискованных владений и ограничения наследования графского титула. Джордж Кэрью получил от Сесила инструкцию держать Джеймса Фицджеральда под пристальным наблюдением и арестовать его, если он проявит сочувствие к ирландским повстанцам.
Джеймс Фицджеральд должен был переправлен из Бристоля в Корк в октябре 1600 года, но из-за морской болезни он был высажен в город Йол (Южный Манстер). Новый граф был принят с энтузиазмом сторонниками Фицджеральдов, он был доставлен в Маллоу, а затем в Килмаллок (сердце графства Десмонд), где ему выделил квартиру английский командующий, сэр Джордж Торнтон. В ноябре 1600 года крепость Каслмейн была сдана Фицджеральду сторонниками графа Сугана, но из-за неспособности добиться подчинения ирландского населения Манстера английское правительство вскоре перестало поддерживать графа Десмонда.

## Смерть
В марте 1601 году Джеймс Фицджеральд был доставлен в Лондон с письмом от Джорджа Кэрью, в котором он рекомендовал правительству выделить ему земельный участок для проживания и назначить денежное содержание. В августе того же года Джеймс Фицджеральд пожаловался на нехватку денег и обратился к сэру Роберту Сесилу, прося передать ему некоторые земли, которые принадлежали графу Сугану. В ноябре 1601 года Джеймс Фицджеральд скончался в Лондоне, но только в январе 1602 года было объявлено о его смерти.